# Brachyptera zwicki
Brachyptera zwicki is een steenvlieg uit de familie vroege steenvliegen (Taeniopterygidae). De wetenschappelijke naam van de soort is voor het eerst geldig gepubliceerd in 1971 door Braasch & Joost.